# Incidente del Piaggio-Douglas PD-808 Aeronautica Militare del 1993
L'incidente del Piaggio-Douglas PD-808 Aeronautica Militare è stato un disastro aereo avvenuto all'aeroporto di Venezia-Tessera il 15 settembre 1993, quando un velivolo dell'Aeronautica Militare si schiantò al suolo nel perimetro dell'aeroporto causando la morte delle tre persone a bordo.

## Dinamica
Il 15 settembre 1993 il Piaggio-Douglas PD-808, in forza al 14º stormo dell'Aeronautica Militare decollò dall'aeroporto di Treviso-Istrana poco dopo le ore 12:30, con destinazione l'aeroporto militare di Pratica di Mare, trasportando militari precedentemente arrivati alla base di Istrana per una riunione di addestramento dall'Aeroporto militare "Mario de Bernardi" di Pratica di Mare; dal medesimo aeroporto, in quel periodo, decollavano altri aerei dello stesso tipo impegnati in missioni militari legate al controllo dei cieli bosniaci nello svolgimento dell'Operazione Deny Flight.
Pochi minuti dopo il decollo, in una zona compresa fra Padova e Ferrara, il pilota Alessandro Russo contattò il controllo radio dicendo di trovarsi in una situazione di emergenza chiedendo l'atterraggio all'aeroporto di Venezia.
Ricevuta l'autorizzazione, il Piaggio si presentò in testa alla pista passando a bassa quota sulla mensa e sulla sala di attesa dei passeggeri dell'aerostazione e, dopo aver fatto mezzo giro sulla pista, cercando di atterrare, ma a circa tre metri da terra si rialzò in volo.
Virò quindi verso sinistra, passando vicino a un Douglas DC-9 appena rifornito di carburante per toccare poi terra con l'ala sinistra, rotolando su se stesso, incendiandosi ed esplodendo di fronte alla palazzina dei mezzi dei vigili del fuoco; il corpo del pilota fu ritrovato nella carcassa dell'aereo legato al posto di pilotaggio, mentre i corpi dei due altri membri furono ritrovati sulla pista, separati di 300 metri o sbalzati fuori dal velivolo durante l'impatto al suolo o gettatisi al di fuori nel tentativo di sfuggire alla morte, mentre le ricostruzioni concordano nel ritenere che il pilota abbia volutamente deciso di rimanere fino all'ultimo ai comandi dell'aereo per controllare al meglio la corsa finale del velivolo impedendone lo schianto contro l'edificio dell'aeroporto, evitando quindi una strage.
Due interrogazioni parlamentari a riguardo di questo incidente vennero presentate dai deputati Isaia Gasparotto (PDS) e Mauro Polli (Lega Nord) per conoscere le cause del disastro e una valutazione delle condizioni di sicurezza.
Questo fu l'unico incidente grave che interessò i Piaggio Douglas PD-808 in servizio nell'aeronautica militare italiana.

## Vittime
Nell'incidente persero la vita il Capo Equipaggio Pilota Tenente Colonnello Alessandro Russo (44 anni), Il Copilota Sergente Marco Baldetti (20 anni) ed il Tecnico di Volo Maresciallo Maggiore Luigi Pellis (47 anni).
In memoria dei caduti, vent'anni dopo l'incidente è stata posta una lapide all'aeroporto.